# Tom Dwan

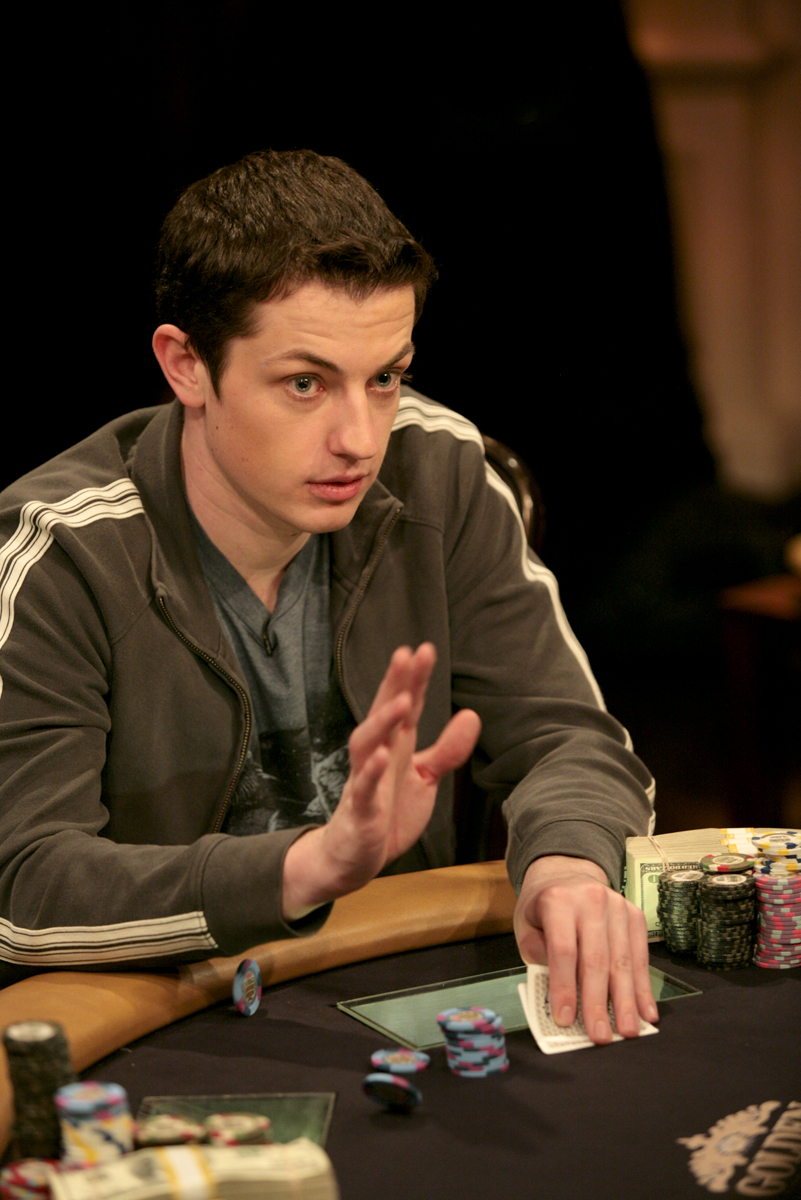
Tom "durrrr" Dwan

Thomas Dwan Jr (beceneve: "durrrr") – profi amerikai pókerjátékos, 1986. július 30-án született a New Jersey-i Edison városkában.
Főleg online cash game játékosként közismert, de gyakran játszik WSOP versenyeken, illetve szívesen megjelenik európai nagy tétes versenyeken is. Jelenleg Makaóban játszik rendszeresen magas tétes készpénzes játékokat.
"durrrr" története 2004-ben kezdődik, amikor 50$-t tett be a Paradise Poker számlájára. 6$-os sit-and-go játékokkal kezdett, de 35$ bukóval zárt. Ekkor az utolsó 15$-t már sikerült megtartania, és ettől kezdve ráérzett a játékra, bankrollja egyre csak gyarapodott, majd amikor elég pénzt sikerült nyernie, váltott a cash game világára ahol megtalálta az igazán neki való játékot. Elolvasott minden létező pókeres könyvet, és játéka egyre erősebbé vált. Amikor már igazán jól játszott és könnyedén verte a mezőnyt, átváltott a heads up játékra. Akkoriban a legnehezebb ellenfelei Prahlad Friedmann és Fredrik Halling voltak.
A "durrrr" nevet egy interjú szerint azért találta ki, hogy ezzel is bosszantsa ellenfeleit. Tom a mai napig a készpénzes játékokat preferálja.
Milliókat csinált abból a kevés 50$-ból, és mai napig nem veszítette el – úgymond sose ment "mínuszba". Az egyik legnagyobb tehetségnek tartották és tartják mai napig, így nem csoda hogy meghívták a Poker After Dark és a High Stakes Poker közkedvelt műsoraiba, ahol szintén rengeteg pénzt nyert. Legendássá vált leosztásokat játszott Phil Ivey-val, Patrik Antonius-szal, és több nagy játékossal.